# Københavnsserien
Københavnsserien (andre navne: KS herre, KS serien, Københavnerserien) er den øverste fodboldrække for herrer under DBU København og den sjettebedste fodboldrække (en blandt flere) i Danmarksturneringen. Der deltager 14 hold, som spiller 26 kampe i en årlig dobbelt-turnering (alle mod alle ude og hjemme). Nr 1 rykker op i Danmarksserien, medens nr 2 spiller kvalifikationskampe mod nr 2 i de to puljer i Sjællandsserien.